# Landline
Landline è un film del 2017 diretto da Gillian Robespierre.

## Trama
Manhattan, 1995. Una famiglia di ebrei italoamericani deve affrontare delle difficoltà, quando le sorelle Dana e Ali Jacobs scoprono che il padre tradisce la madre.

## Distribuzione
Il film è stato presentato in anteprima mondiale al Sundance Film Festival 2017 il 20 gennaio 2017.

## Accoglienza
Su Rotten Tomatoes il film ha un indice di gradimento del 75% basato su 126 recensioni e una valutazione media di 6,49/10. Su Metacritic, il film ha un punteggio medio ponderato di 66 su 100, basato su 33 critici, che indica "recensioni generalmente favorevoli".